# ناحية سرمين
ناحية سرمين إحدى نواحي سوريا تتبع إداريّاً لمحافظة إدلب منطقة إدلب ومركزها بلدة سرمين، بلغ تعداد سكان الناحية 14,530 نسمة حسب التعداد السكاني لعام 2004.

## بلدات وقرى ناحية سرمين
سرمين.